# Freddy Fernández
José Freddy Fernández Beita (né le 25 février 1974 à Pérez Zeledón au Costa Rica) est un footballeur international costaricien, qui évoluait au poste de défenseur.

## Biographie

### Carrière en sélection
Avec l'équipe du Costa Rica, il joue 25 matchs (pour un but inscrit) entre 2007 et 2009. 
Il figure notamment dans le groupe des sélectionnés lors des Gold Cup de 2007 et de 2009.